# Ameronothrus nidicola
Ameronothrus nidicola is een mijtensoort uit de familie van de Ameronothridae. De wetenschappelijke naam van de soort is voor het eerst geldig gepubliceerd in 1975 door Sitnikova.